# Zahra Pinto
Zahra Pinto (ur. 14 listopada 1993) – malawijska pływaczka specjalizująca się w stylu dowolnym.
Brała udział w pływaniu na 50 metrów stylem dowolnym na Letnich Igrzyskach Olimpijskich 2008, zajmując 82. miejsce.